# Muhammad Ahmad Mahgoub

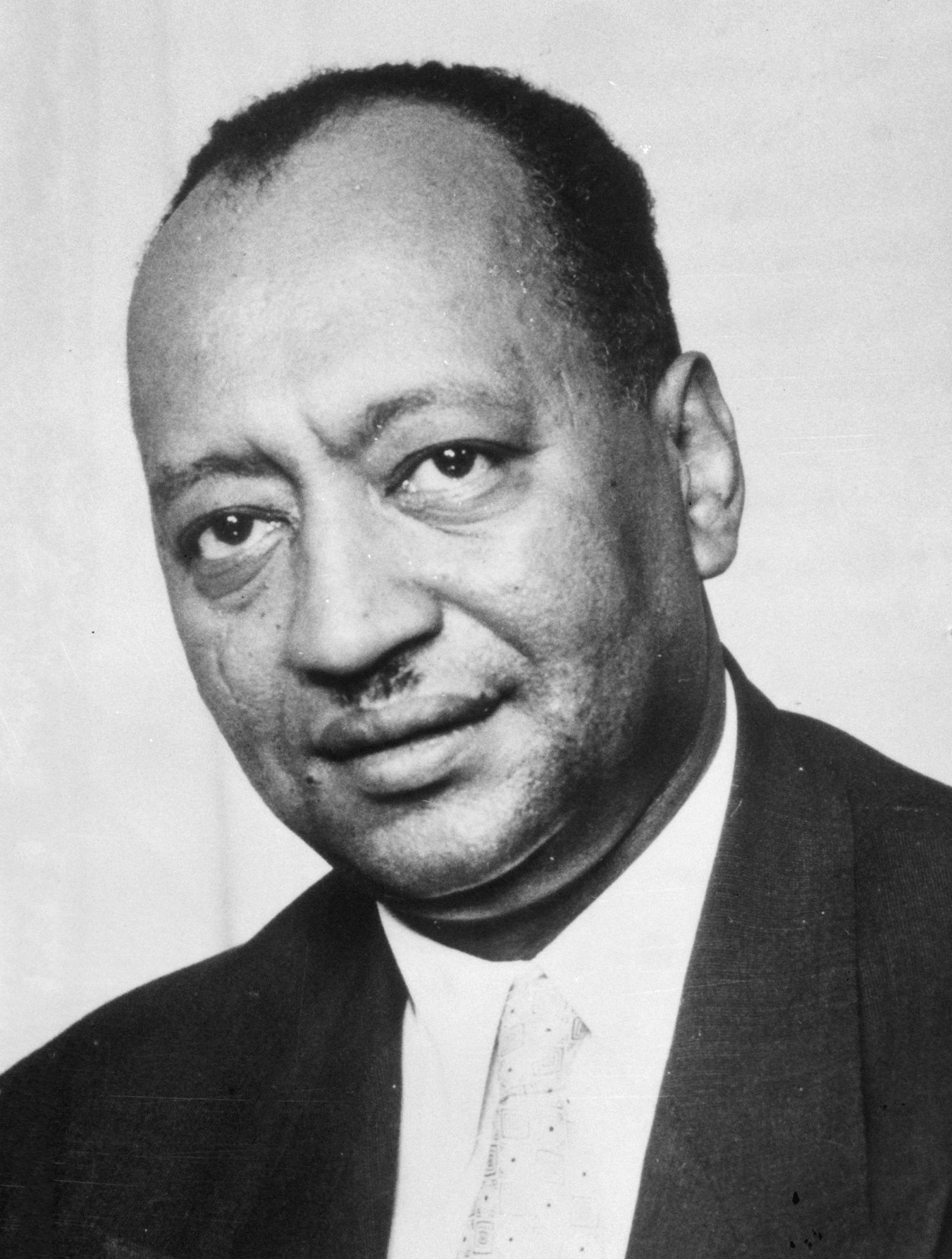
Muhammad Ahmad Mahgoub

Muhammad Ahmed Mahgoub (17 de maio de 1908 — 1976) foi ministro das Relações Exteriores, posteriormente primeiro-ministro do Sudão e um escritor importante que publicou diversos volumes de poesia em língua árabe.
Mahgoub se formou na escola engenharia em 1929 e em 1938 obteve um Bachelor of Laws em direito pela Gordon Memorial College. Foi eleito para o Parlamento em 1946. Mahgoub foi ministro das Relações Exteriores entre 1956 e 1958, e depois novamente entre 1964 e 1965; foi eleito primeiro-ministro em 1965, mas posteriormente forçado a renunciar. Seria eleito primeiro-ministro pela segunda vez em 1967 e atuou nessa posição até 1969.